# Watch Me
para álbum de Ronnie Radke, ver Watch Me (álbum)
"Watch Me" é uma canção das cantoras estadunidenses Bella Thorne e Zendaya, contida na trilha sonora da série Shake It Up. Foi lançada como o segundo single da trilha sonora no dia 12 de julho de 2011 pela Walt Disney Records. Escrita por Ben Charles, Aaron Harmon, Jim Wes e produzida pelos mesmos.

## Videoclipe
O vídeo foi lançado em 24 de junho de 2011 no Disney Channel e diretamente no canal oficial da emissora YouTube.

### Sinopse
O clipe começa com Bella Thorne e Zendaya num ensaio fotografico, sendo que de repente ouvem uma batida de música eletrônica distante e correm para ver o que é. Se deparando com um galpão antigo abandonado em meio aos estúdios de gravação as duas olham por uma janela quebrada e vêem um grupo de dançarinos coreografando a canção que haviam escutado. As duas então trocam as roupa luxuosas por confortáveins moletons e entram no galpão para cantar e dançar com o grupo.

## Desempenho nas tabelas musicais

### Posições
| Paradas (2011)                                   | Posições |
| ------------------------------------------------ | -------- |
| Estados Unidos — Billboard Hot 100               | 86       |
| Estados Unidos — Billboard Digital Songs         | 64       |
| Estados Unidos — Billboard Top Heatseekers Songs | 9        |